# 北海道中央バス月寒営業所

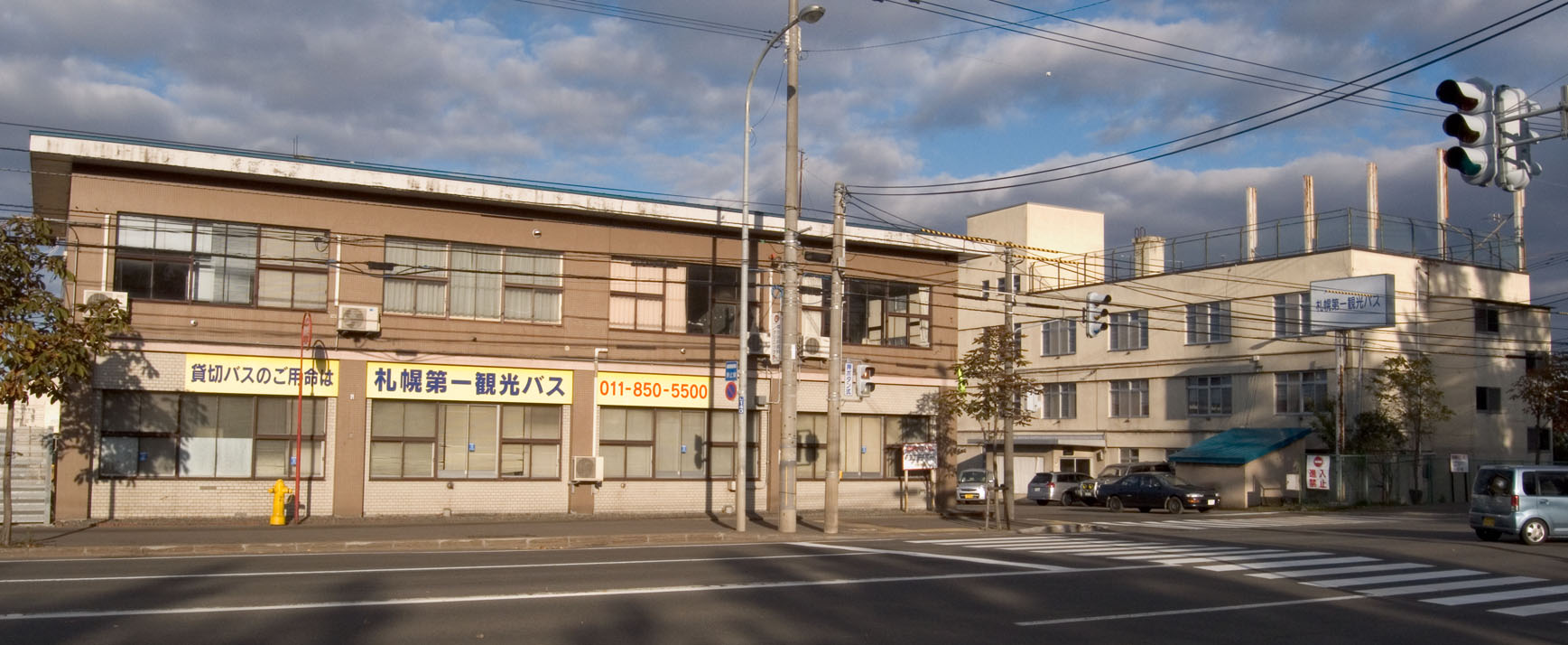
月寒営業所（札幌第一観光バス本社）隣の建物は以前はバスガイドの女子寮だったが、現存しない。

北海道中央バス月寒営業所（ほっかいどうちゅうおうバスつきさむえいぎょうしょ）は、北海道札幌市豊平区月寒東1条19丁目3-50に所在する北海道中央バス（中央バス）の営業所。バス事業部（旧・札幌事業部）に属する。

## 概要
1943年（昭和18年）3月1日の北海道における旅客自動車運輸事業統合要綱（いわゆる戦時統合）による北海道中央乗合自動車発足時に豊平営業所が現在の札幌市豊平区月寒中央通4丁目（当時札幌郡豊平町）に設置された。1954年（昭和29年）9月1日に月寒営業所へ改称され、翌1955年（昭和30年）10月7日に現在の月寒中央通10丁目に移転となった。
1969年（昭和44年）7月28日に札幌南営業所（現・平岡営業所）の新築移転に伴い現在地に移転し市内線担当営業所とした。1971年（昭和46年）9月1日には平岡営業所を路線担当、月寒営業所は貸切と定期観光路線担当となったが、1983年（昭和58年）4月5日には大曲営業所と業務を交換し再度路線担当営業所となり主に郊外路線、日航線や国道36号方面高速バスを運行した。
1998年（平成10年）12月1日に再度貸切の担当営業所となり路線とターミナル管理を各営業所へ移管。後に貸切業務を大曲営業所へ移管し営業所廃止となったが、2009年（平成21年）4月1日に新千歳空港連絡バス一部路線運行のため再設置された。
運行管理を札幌第一観光バスへ委託するため乗務員は配置されていない。

## 担当路線

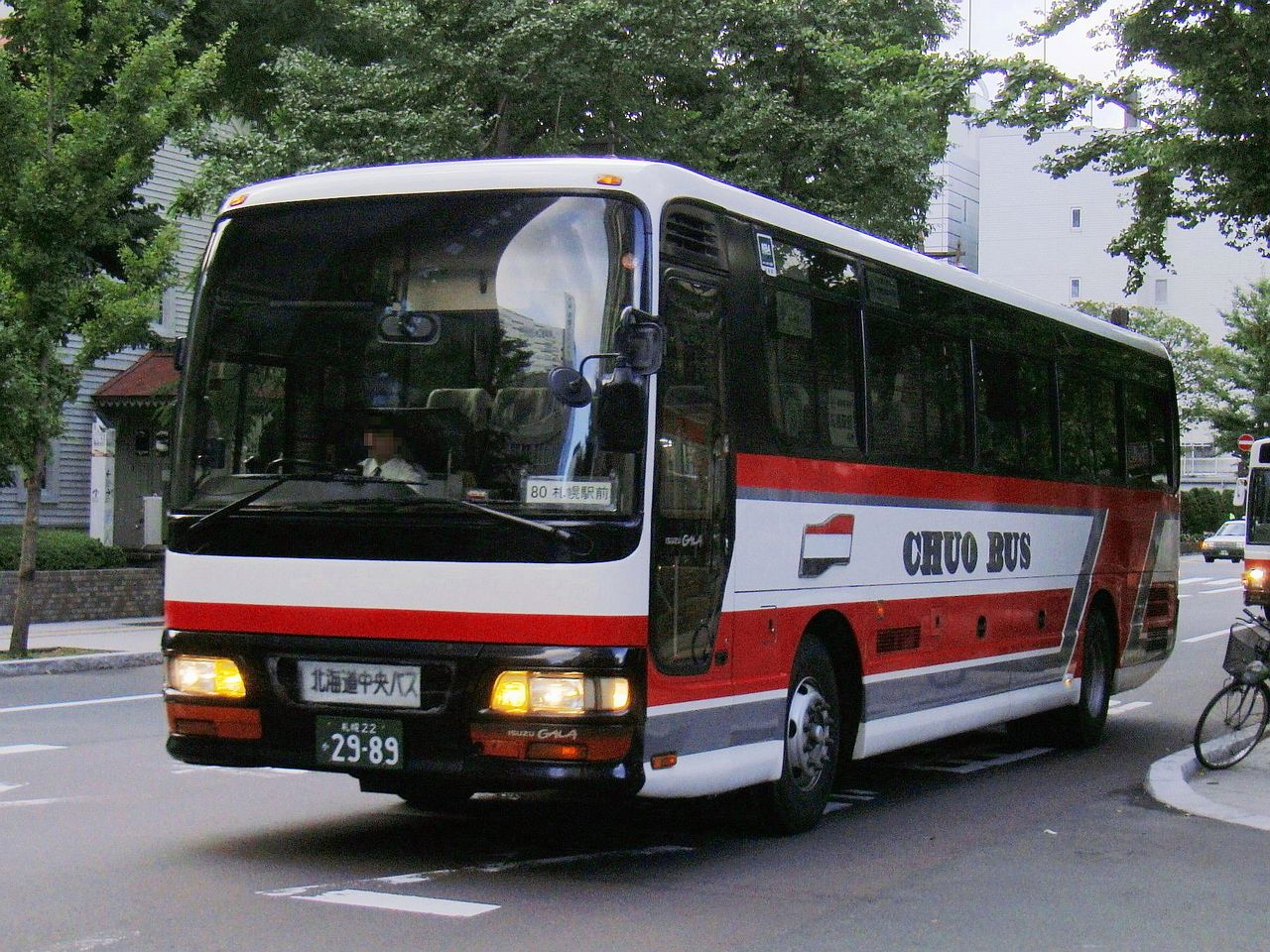
一般路線運用例（平岡営業所主担当の80 月寒本線）

- 新千歳空港連絡バス

札幌都心系統および大谷地駅系統を担当。路線概要については千歳線 (北海道中央バス)#新千歳空港連絡バスを参照されたい。
札幌都心への回送を利用した間合い運用で、他営業所が担当する一般路線を運行する場合がある。

### 移管路線
観光貸切営業所化前日時点。移管後の状況は西岡、大曲、札幌北の各営業所記事を参照。

#### 西岡営業所へ移管
羊ヶ丘線
- 福84 福住駅 - 福住2条9丁目 - 福住3条9丁目 - 羊ヶ丘展望台
- 89 札幌駅前 - 平岸駅 - 福住3条9丁目（ - 羊ヶ丘展望台：夏期のみ）

一部南郷営業所（廃止）担当便もあった。
空沼線
- 101 札幌ターミナル - 幌平橋 - 真駒内駅 - 芸術の森入口 - 空沼二股 - 空沼登山口
- 真101 真駒内駅 - 芸術の森入口 - 空沼二股 - 空沼登山口

滝野線
- 102：札幌ターミナル - 幌平橋 - 真駒内駅 - 芸術の森入口 - サンブライト真駒内 - 厚別の滝 - 滝野すずらん公園
- 真102：真駒内駅 - 芸術の森入口 - （芸術の森センター） - サンブライト真駒内 - 厚別の滝 - 滝野すずらん公園
- 103：札幌ターミナル - 西11丁目 - 真駒内駅 - 芸術の森入口 - サンブライト真駒内 - 厚別の滝 - 滝野すずらん公園

真駒内線
- - 真104：月寒営業所 - 福住駅 - 真駒内駅

札幌支笏湖線
- 札幌駅前ターミナル - 幌平橋 - 真駒内駅 - 恵庭岳登山口 - 支笏湖ターミナル

#### 大曲営業所へ移管
柏葉台団地線
- 96：札幌ターミナル - 福住駅 - 桂台団地 - 柏葉台団地
- 福96：福住駅 - 桂台団地 - 柏葉台団地
- 福97：福住駅 - 里塚中央 - 柏葉台団地

#### 札幌北営業所へ移管
新千歳空港連絡バス
- 札幌都心 - 福住駅 - 月寒営業所 - 新千歳空港
- 地下鉄大谷地駅 - 新千歳空港

苫小牧支笏湖線
- 苫小牧駅前 - 高丘（国道） - 丸山 - 支笏湖ターミナル

高速とまこまい号
- 札幌駅前ターミナル - 地下鉄大谷地駅 - 苫小牧駅前 - 苫小牧フェリーターミナル

高速のぼりべつ号
- 札幌駅前ターミナル - 地下鉄大谷地駅 - 直行/苫小牧駅前 - 登別ターミナル

高速むろらん号
- 札幌駅前ターミナル - 地下鉄大谷地駅 - 直行/登別駅通 - 東室蘭ターミナル - 室蘭ターミナル

オーシャンドリーム
- 札幌駅前ターミナル/札幌ターミナル・地下鉄大谷地駅 - 七飯町・函館駅前

### 廃止路線
観光貸切営業所化前に廃止された路線
特急札夕線

## 月寒ターミナル

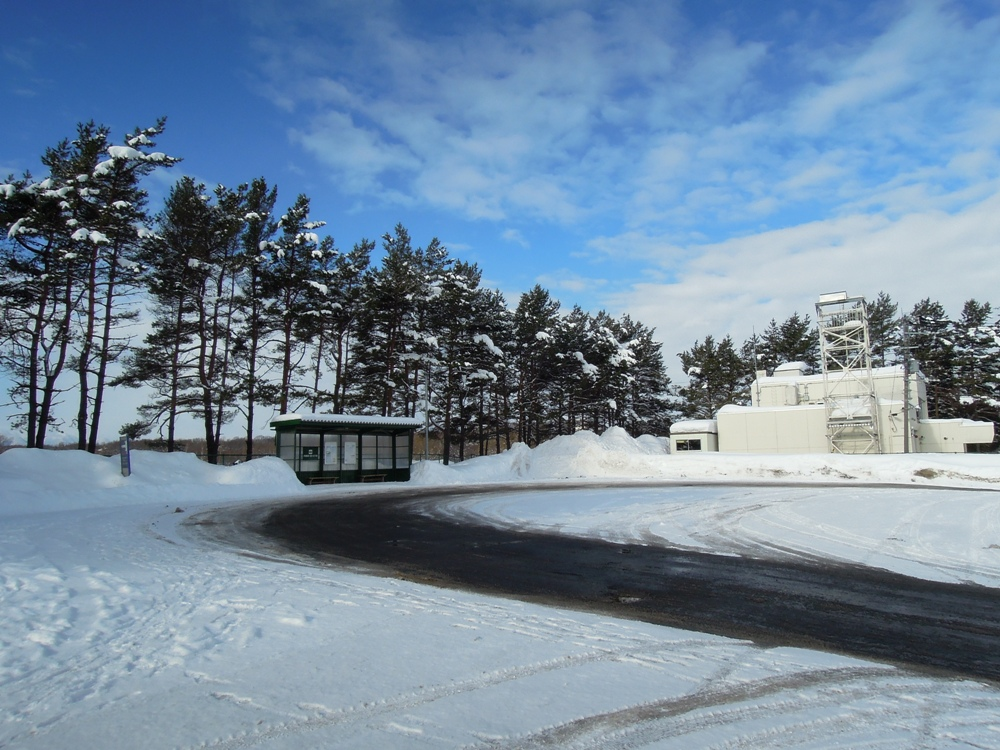
月寒ターミナル（「月寒東1条19丁目」札幌駅前方面バス停） 2014年2月

国道36号を挟んで西側に転回場があり、「月寒ターミナル」と称していた。停留所名称は1994年（平成6年）10月14日の札幌市営地下鉄東豊線延伸開業に伴うダイヤ改正で「月寒営業所」に、2001年（平成13年）12月1日ダイヤ改正で「月寒東1条19丁目」に変更されているが、福住駅・札幌都心方面行の停留所は転回場内にあるため引き続き使われており、急行便を除く全便が乗り入れる。

## 月寒営業所管轄の事業所
苫小牧ターミナル（廃止）
1966年（昭和41年）11月5日設置。苫小牧市表町1丁目2-1の国道36号・北海道道19号交点付近に位置していた。当初は千歳営業所の管轄であったが、1985年（昭和60年）4月1日付で月寒営業所へ移管。1997年（平成9年）4月1日付で廃止され、同日より道南バス路線と共通乗車券取扱を開始。両社で異なっていた苫小牧市内の経路統一が行われターミナル付近は経路から外されている。跡地にはセブン-イレブン苫小牧表町店が建てられている。
登別ターミナル
札幌北営業所へ移管後廃止。
東室蘭ターミナル
札幌北営業所へ移管後廃止。
室蘭ターミナル
札幌北営業所へ移管後廃止。